# Каполеј
Каполеј (енгл. Kapolei) насељено је место за статистичке потребе у америчкој савезној држави Хаваји. По попису становништва из 2020. у њему је живело 21.411 становника.

## Демографија
Према попису становништва из 2010. у граду је живело 15.186 становника.
| Група             | 2000.  | 2010.         |
| Белци             | . (.%) | 1.767 (11,6%) |
| Афроамериканци    | . (.%) | 275 (1,8%)    |
| Азијати           | . (.%) | 5.222 (34,4%) |
| Хиспаноамериканци | . (.%) | 1.708 (11,2%) |
| Укупно            | .      | 15.186        |